# Dimitrie Bolintineanu
Dimitrie Bolintineanu (n. 1819, Bolintin-Vale, Țara Românească – d. 20 august 1872, București, România) a fost un poet român, om politic, diplomat, participant la Revoluția de la 1848. 

## Biografie
Dimitrie Bolintineanu era macedonean aromân de origine; părintele lui, Ienache Cosmad, a venit în țară din Ohrida. În puținii ani ai tatălui său, Ienache, acesta își făcu în Valahia o situație acceptabilă. Arendaș, mic proprietar, apoi subprefect, cu reședința la Bolintin, sat aproape de București; el nu apucă să-i lase celui de al doilea născut, Dimitrie, o avere care să-l scutească de griji.
Orfan de ambii părinți încă din 1831, tânărul a fost crescut de rude mai avute. Se susține de timpuriu, precum Grigore Alexandrescu, I. L. Caragiale, Mihai Eminescu, prin slujbe funcționărești. În 1841 era copist la Secretariatul de Stat, în 1843 - secretar la departamentul „pricinilor suditești". Printr-un misterios concurs de împrejurări, e ridicat, în 1844, la rangul de pitar. Faptul că publicase în 1842 admirabila poemă "O fată tânără pe patul morții", prezentată elogios de Ion Heliade Rădulescu (și invocată mai târziu de Mihai Eminescu în Epigonii), a jucat, probabil, un rol decisiv. Poemul "O fată tânără pe patul morții" era o imitație după "La jeune captive" ("Tânăra prizonieră"), de André Chénier, și a fost publicat în "Curierul de ambe sexe". 
La fel ca alți pașoptiști, tânărul nu se trudi prea mult să intre în grațiile principelui. Inima îl trăgea mai curând spre lumea care „va să vină". Cooptat în Frăția și în Asociația literară, a adoptat rapid mentalitatea de carbonar.
În acel timp se formase în București Asociația literară, sprijinită de frații Alexandru și Ștefan Golescu care îl trimiseră pe la sfârșitul anului 1845 pe Bolintineanu la Paris. Plecat la Paris în 1845, cu o bursă din partea Asociației literare, audiază și el cursurile lui Jules Michelet, Edgar Quinet și Adam Mickiewicz. Când Revoluția izbucni la Paris, în februarie 1848, tinerii studioși hotărâră să se întoarcă în țară. Conjurații îi dădură rolul de  a stabili contacte cu revoluționarii din Bucovina. Aga poliției, Ion Manu, i-a refuzat pașaportul pentru Moldova și îl amenințase cu un arest.

## Participant la revoluția pașoptistă
Și la 1848 revoluția a adus o explozie gazetărească. Dacă C.A. Rosetti scosese, imediat după izbândă, "Pruncul român", Bolintineanu conduce (de la 19 iulie la 11 septembrie) "Poporul suveran". Era o foaie mică, de patru pagini, cu doar două coloane pe fiecare față, dar redactorul șef avea proiecte mari. Ar fi vrut să tipărească un „jurnal al intereselor democratice și al progresului social", pe potriva modelului francez - Le Peuple souverain. 
Izbucnind revoluția din 1848, reveni în țară și redactă împreună cu Nicolae Bălcescu, Cezar Bolliac ș. a. "Poporul suveran", dar - căzând revoluția -  a fost exilat și se duse în Transilvania, apoi la Constantinopol și, în sfârșit, la Paris ca să-și continue studiile întrerupte.

## Exilul
Pe la 1855 domnul Grigore Ghica i-a oferit o catedră de literatură română la Iași, dar Poarta nu i-a permis intrarea în țară, iar atunci a făcut călătorii prin Palestina, Egipt, Siria, Macedonia, descriindu-le toate în publicațiuni diverse, care cuprind adesea pagini pline de interes și scrise cu multă căldură.
Întorcându-se în țară la 1859, intră în politică și devine ministru de externe, culte și instrucțiune publică. Prin stăruințele lui, ale lui Costache Negri și ale lui V. A. Urechia, sunt înființate primele școli la românii macedoneni. În același an, 1859, primește gradul al treilea în Loja Steaua Dunării din București, iar în 1864 era membru al Lojii Frăția.

## Boala și moartea
În prima jumătate a anului 1870, Dimitrie Bolintineanu călătorește la Paris. I se reeditează câteva dintre biografiile istorice. Tipărește culegerea de satire Menadele și volumul de poezii Plângerile României. Colaborează, până în aprilie, la Românul, lui C. A. Rosetti. Grav bolnav, e silit să-și întrerupă munca.
În 1871, boala lui Bolintineanu se agravează. Poetul este sărac. Pensia pe care o primea intra în buzunarele creditorilor. Oficialitatea refuză să-i acorde ajutor. În aprilie este organizată, din inițiativa lui George Sion, o loterie cu obiecte personale ale lui Bolintineanu. La 28 aprilie are loc un spectacol la Teatrul Național din București, în beneficiul fostului membru al Comisiei teatrale. La 25 iunie, un grup de deputați (printre care și Cezar Bolliac) propune Camerei votarea unei recompense naționale „pentru bunul nostru poet Dimitrie Bolintineanu, carele se află lipsit de existența de toate zilele”. Trimisă spre studiu la secțiuni, propunerea a rămas îngropată în dosare.
Bolintineanu a dobândit o afecțiune psihică de pe urma mizeriei și sărăciei.
Poetul este internat la Spitalul Pantelimon. În condica de înregistrare a bolnavilor a fost notat: «Dimitrie Bolintineanu, fost ministru de Culte, intrat fără haine».
1872 În martie are loc tragerea loteriei inițiate în 1871 de George Sion. Cărțile lui Bolintineanu au fost câștigate de V. Alecsandri, dulapul bibliotecii – de C. Negri, iar celelalte mobile – de către Catinca Balș. Alecsandri și Negri au cerut ca obiectele ce le reveneau lor să rămână în continuare ale lui Bolintineanu.
În dimineața zilei de 20 august, acesta încetează din viață în spital. Este înmormântat la Bolintin-Vale.

## Opera poetică
Dimitrie Bolintineanu a scris foarte mult atât în proză cât și în versuri.
Opera sa poetică cuprinde ciclurile Legendele istorice, Florile Bosforului, Basmele, Macedonele și Reveriile.

## Legendele istorice
Legendele sunt poezii narative, dar cu un însemnat element liric (în felul baladelor germane ale lui Uhland). Diferite subiecte istorice, aflate în cronicari (mai ales în Neculce) sau imaginate, sunt dezvoltate în versuri de o perfectă corectitudine, în care se vede multă simțire și o mare iubire de țară. Acestea l-au făcut popular și multe din cugetările exprimate într-un stil sentențios au devenit niște maxime foarte des întrebuințate. 
Astfel ne-a arătat patriotismul femeii române dus până la sublim în persoana mumei lui Ștefan cel Mare; a cântat sentimentul datoriei care ducea pe român până la moarte; ne-a înfățișat noblețea caracterului lui Mircea cel Bătrân, care nu vrea să pedepsească pe soli, dar nici să încheie o pace rușinoasă; a veștejit pe cei ce se fac uneltele tiranilor:
Cei ce rabdă jugul și-a trăi mai vor
Merită să-l poarte spre rușinea lor;
a lăudat devotamentul și pietatea nevestei lui Neagoe Basarab, care-și vinde sculele ca să termine mănăstirea Argeșului; a scos din nou la iveală testamentul lui Ștefan, care zicea că mai bine țara s-ar face un mormânt decât neamul să trăiască în robie; în fine, a făcut cea mai frumoasă urare pentru patria sa:
Viitor de aur țara noastră are
Și prevăd prin secoli a ei înălțare.

Andreiu sau luarea Nicopolei de români și Sorin sau tăierea boierilor la Târgoviște sunt două narațiuni în care nu subiectul istoric formează partea principală, ci un subiect imaginat.
Sorin este o compunere pe jumătate epică, pe jumătate dramatică. Ea se începe printr-un prolog, în care Herman, medicul curții, dezvoltă ideea neputinței omenești de a pătrunde tainele firii, idee inspirată după Faust a lui Goethe. Partea de la început are prea multe descrieri inutile, iar partea de la urmă trece prea repede asupra întâmplărilor. Și Sorin moare, ducându-se la închisoare, ca să scape pe altul, iar o fată care îl iubea, se aruncă în apă.

## Florile Bosforului
Florile Bosforului cuprind poezii lirice și narative, cu subiecte orientale. Ni se descriu frumusețile naturii la Constantinopol, frumusețea femeilor, intrigile din Serai, nenorocita viață a cadânelor, amorurile lor descoperite și pedepsite cu cele mai grozave morți, târgurile de sclave etc. Amorul și gelozia formează fondul mai tuturor acestor poezii, scrise într-o limbă foarte armonioasă. Vom cita: Mehrube, povestea nenorocirii unei fete din Carpați, Leili, istoria unei jertfe pentru amor.

## Basme
Sub titlul de Basme s-au adunat o serie de poezii narative cu subiecte felurite, în care miraculosul joacă un rol însemnat, chiar dacă sunt amestecate și personagii istorice. Cele mai cunoscute din acestea sunt: O noapte la morminte, - Ielele - Mihnea și Baba, a cărui dezvoltare nu e destul de lămurită, dar cuprinde versuri frumoase și acel blestem foarte important în literatura noastră, care - ca și Grui Sânger, de Vasile Alecsandri - se poate pune alături de modelele de imprecațiuni din literaturile străine, cum e al Camiliei din Horaces ș. a.

## Macedonele
Macedonele ne descriu frumusețile din țările locuite de macedoneni și ne povestesc întâmplări din viața lor. În general personajele sunt păstori și păstorițe. Cele mai însemnate: Românele din Cavala - Samarina.

## Reverii
Sub numele de Reverii a adunat poeziile sale pur lirice și anume elegiile sale, care prin frumusețea versurilor și prin sentimentele triste ce inspiră au fost foarte prețuite. Din acestea fac parte: O fată tânără pe patul morții - Plângerile poetului român - Scopul omului - Un tânăr român mort în străinătate și altele.

## Opinia contemporanilor
Aceste diferite grupări sunt cele mai bune lucrări ale lui Bolintineanu. Valoarea lor a fost privită în mod foarte deosebit de critici. Unii au admirat fără rezervă tot ce a scris el, cum este Aron Densușianu, care-l crede cel mai mare poet liric al nostru alături de Mureșanu; alții i-au tăgăduit orice valoare, cum face Nicolae Iorga în Istoria literaturii. E drept că Bolintineanu se citește din ce în ce mai puțin și impresia ce ne produc legendele sale este foarte deosebită de cea produsă generației de la 1848. Tablourile sale nu au destul relief, iar elementul narativ este foarte slab, iar în locu-i sunt discursuri și maxime. S-ar putea zice că planul tuturor poeziilor de acest fel se poate reduce la un tip: o scurtă descriere, un discurs sau două . Limba însăși, în care sunt multe neologisme și cuvinte savante, precum și prea multe diminutive, face ca poeziile acestea să fie în mare parte monotone. Un merit sigur are Bolintineanu: meșteșugul de a face versuri. Versurile sale sunt mult mai bine reușite, vorbim în special de ritm, decât ale tuturor poeților anteriori și contemporani. Poate că această calitate, cum și maximele patriotice din scrierile sale, i-au asigurat succesul în prima parte a activității sale.

## Încercări literare

### Epopei
Și-a încercat talentul și în epopee și ne-a dat Traianida, poemă în șapte cânturi în care voiește să celebreze colonizarea Daciei, dar condițiunile epopeii lipsesc. Cu atât mai mult se vede lipsa lor în poema Conrad, unde eroul principal e chiar poetul și unde la tot pasul sunt intercalate poezii lirice. Evident modelul trebuie căutat la lordul Byron. 

### Dramaturgie
Și-a încercat talentul și în dramaturgie și ne dă o serie de drame istorice, parte în proză, parte în versuri, în care acțiunea e rău condusă și interesul slab. Astfel: Mihai condamnat la moarte, - Ștefan Gheorghe Vodă sau voi face doamnei tale ce ai făcut jupânesei mele, - Lăpușneanu, după nuvela lui Costache Negruzzi, - Mărirea și uciderea lui Mihai etc.

### Romane
Și-a încercat talentul și în roman și ne dă Manoil, în scrisori și Elena, inspirat din romane franceze și plin de declamațiuni și cu caractere nenaturale.

### Satire și fabule
Și-a încercat talentul în satiră și fabulă, dar nu izbutește. Lucrările acestea seamănă mai mult cu articole de ziar decât cu poezii. Mai toate au un ton personal, iar cele generale sunt abstracte, declamatorii și uneori indecente. Colecțiile se numesc Eumenidele, Bolintineadele, Nemesis, un fel de ziare sau reviste. Evident acestea satire îl vor fi influențat pe Mihai Eminescu. Vom cita ca mai bune dintre satire: Două Tombatere în care ne înfățișează doi boieri vechi nemulțumiți cu starea de lucruri de sub Cuza; Advocații, în care satirizează pe avocați; Mihai Viteazul în rai, o satiră la adresa societății de atunci; Către Ion Ghica, contra partidelor politice.

### Alte publicații
- Viața lui Cuza Vodă, 1869[8]

## Cronologie
- 1819, februarie – Se naște, în satul Bolintinul din Vale (județul Ilfov), Dimitrie Bolintineanu, fiul macedoneanului Ienache Cosmad. „Părinții lui nu sunt nici vechi moldoveni, nici vechi munteni, nici vechi ardeleni, ci dintr-o familie venită din Balcani, se pare, așezată de curând în țară, un fel de moșieri de clasa a treia, sau mai curând din clasa arendașilor“ (Nicolae Iorga).[necesită citare]
  - Stabilindu-se peste câțiva ani în București, viitorul poet urmează cursurile Colegiului Sfântul Sava, având colegi pe la 1833 pe Alexandru Zanne și pe Al. Crețulescu, iar ca profesor de istorie pe Florian Aaron.
- 1842, 15 mai – Debutează în literatură cu poezia O fată tânără pe patul morții, publicată de I.H. Rădulescu în Curierul de ambe sexe; poezia este scrisă în spiritul epocii, evocând moartea timpurie a iubitei, cu multe accente melodramatice.
- 1845 – Pleacă la studii în străinătate, la Paris, având o bursă oferită de Societatea literară.
- 1847 – Apare, la București, primul volum de versuri, Colecție din poeziile domnului D. Bolintineanu, cuprinzând elegii, balade istorice și balada fantastică Mihnea și baba.
- 1848 –
  - Editează revista Poporul suveran, „gazetă politică și literară“, la care colaborează Nicolae Bălcescu și Cezar Bolliac; articolele publicate aici pregătesc atmosfera revoluționară a momentului.
  - Întrucât revoluția burghezo-democratică a fost înfrântă, Bolintineanu este silit să părăsească țara împreună cu alți conducători ai mișcării și se stabilește la Paris, unde va participa la activitățile politice și culturale ale exilului.
- 1851 – Poetul părăsește Parisul îndreptându-se spre casă, dar nu i se permite intrarea în țară; călătorește prin Bulgaria, prin Constantinopol, Palestina, Egipt și Macedonia, scriind mai târziu un memorial de călătorie de ținută romantică.
- 1855 –
  - 16 iulie/16 octombrie – În România literară a lui Alecsandri apare Manoil. Roman național.
  - Apare, sub îngrijirea lui G. Sion și cu prefața lui Radu Ionescu, volumul Poesii vechi și nouă, structurat pe următoarele cicluri:
    - Elegii
    - Balade
    - Florile Bosforului
    - Epistole
    - Cântece
    - Poeme
- 1858 – Publică volumul Legende sau Basme naționale în versuri; apar Melodii române și proza memorialistică și de voiaj Călătorii pe Dunăre și în Bulgaria dar și Cântarea României, în versuri, precum și ziarul unionist „Dâmbovița”, toate  tipărite la Tipografia Națională a lui Iosif Romanov.
- 1861 –
  - Apare volumul de satire Nemesis.
  - Se publică volumul Legende noui; apare romanul Elena. Roman original de datine politic și filosofic
- 1863 –
  - Pentru a se întreține, începe să publice seria de „vieți“ romanțate ale unor personalități istorice:
    - Viața lui Vlad Țepeș și Mircea Vodă cel Bătrân
    - Viața lui Ștefan Vodă cel Mare
    - Viața lui Mihai Viteazul

  - Publică volumul Călătorii la românii din Macedonia.
- 1864 – Apare în Dâmbovița un fragment din epopeea Traianida (neterminată).
- 1865 – Se tipărește în două volume întreaga producție poetică a lui D. Bolintineanu sub titlul Poesii de D. Bolintineanu atât cunoscute cât și inedite. Primul volum cuprinde ciclurile Florile Bosforului, Legende istorice, Basme, iar al doilea ciclurile Macedonele, Reverii, Diverse.
- 1866]–
  - În traducerea autorului, apare la Paris volumul antologic Brises d'Orient.
  - toamna – Publică o nouă culegere de satire intitulată Eumenidele sau Satire politice.
- 1868 – Publică amplul poem de factură byroniană: Conrad: „Adevărat cântec de lebădă înaintea căderii premature a nopții, poemul «Conrad» regrupează obsesiile și aprehensiunile autorului, însă decantate, trecute prin filtrul unei lucidități amare, de om obosit, pentru care viața s-a despuiat de iluzii (...) Destinul lui Conrad stă sub semnul nenorocului: e un exilat fără speranță, un bolnav incurabil, un îndrăgostit răpus înainte de a-și împlini pasiunea, un poet lipsit de satisfacția operei ...“ (Paul Cornea).
- 1869 – An fecund, poetul publică multe broșuri de popularizare a istoriei, cu note cetățenești și politice.
- 1870 – Apare volumul Menadele, care conține satire sociale și politice, și Traianida[9].
- 20 august 1872 – Moare, la București, Dimitrie Bolintineanu.